# Lass Pr
Lacina Ouattara, souvent désigné sous ses initiales « Lass PR » est un homme politique ivoirien, né le 21 juillet 1965 à Korhogo. Député et maire de la commune de Korhogo depuis le 02 septembre 2023, il est membre du Rassemblement des houphouëtistes pour la démocratie et la paix.

## Biographie
Lacina Ouattara effectue son parcours dans la ville de Korhogo où il peigne difficilement à s'en sortir. C'est en 1992 grâce au feu transport et commerçant, Kassoum Coulibaly, qu'il prend son envol pour les États-Unis. Sur place, il intègre le Rassemblement des républicains (RDR) dès sa création et se fait remarquer par son militantisme.
Lass Pr fait la rencontre d'Alassane Ouattara à Washington dans les années 2000 et depuis lors, ils restent des fildèles compagnons.
Après l'élection d'Alassane Ouattara comme chef d'Etat en 2011, il est nommé chargé de mission puis en 22 janvier 2019, nommé conseiller technique à la présidence,.
En 2021, Lass Pr est élu député de la commune de Korhogo et déclaré comme candidat du Rassemblement des houphouëtistes pour la démocratie et la paix aux municipalités de 2023 par le président de la république. Des élections municipales qu'il remporte au grand dam du candidat du Parti des peuples africains - Côte d'Ivoire,,,,.

## Liste des mandats et fonctions politiques

### Mandats locaux
- Député de la commune de Korhogo en 2021[4],[11]
- Maire de la commune de Korhogo en 2023

### Fonction gouvernementale
- Chargé de mission du président de la république[12]
- Conseiller technique à la présidence